# Sotobanari
La isla Sotobanari  (en japonés: 外離島 Sotobanari-jima) es una pequeña isla de Japón, una de las islas Yaeyama, dentro de las islas Sakishima, en el extremo sur de las islas Ryukyu. Se administra como parte de la Prefectura de Okinawa. La isla está localizada muy cerca de la costa occidental de la isla de Iriomote, la mayor del grupo de las Yaeyama.
La pequeña isla (que posee cerca de 1 km de diámetro), cuyo nombre significa "isla lejana exterior", está cubierta de vegetación, pero no tiene agua corriente. Sotobanari tiene un habitante humano, un anciano llamado Masafumi Nagasaki, que ha vivido allí, en semi-aislamiento voluntario durante casi tres décadas.